# Pampusana kubaryi
Pampusana kubaryi (лат.) — вид птиц из семейства голубиных, эндемик принадлежащей Федеративным Штатам Микронезии части Каролинских островов. Определяется Международным союзом охраны природы как вымирающий вид.

## Систематика
Птица описана в 1880 году орнитологом Отто Финшем как Phlegoenas kubaryi в издании Journal für Ornithologie. Видовое название дано в честь натуралиста Яна Станислава Кубария (1846—1896), собиравшего на островах Тихого океана образцы для музея естественной истории Годфруа в Гамбурге.
В XX веке вид включался в род Куриные голуби (Gallicolumba), младшим синонимом которого является Phlegoenas, однако в XXI веке в результате пересмотра систематики рода часть тихоокеанских видов из него, включая G. kubaryi, была выделена в род, получивший историческое название Alopecoenas. Это родовое название в дальнейшем было признано младшим синонимом родового названия Pampusana, предложенного в 1855 году Ш. Л. Бонапарте, и род был снова переименован. 
Международный союз орнитологов не выделяет подвидов.

## Внешний вид и голос
Голубь средних размеров с коротким хвостом. Зафиксирован половой диморфизм, самки несколько мельче самцов. Общая длина тела самцов 251—270 мм, самок 248—259 мм, длина крыла 151—159 мм у самцов и 139—147 мм у самок. Длина хвоста 74—80 мм, клюва 20—22 мм, цевки 29—33 мм. Географические варианты отсутствуют.
Большая часть головы белая; это включает лоб до середины макушки, брови до задней части перьев вокруг ушных отверстий, уздечку и нижнюю часть оперения вокруг ушей). Затылок и оперение от задней части ушей до задней части шеи цвета сажи. Перья верхней части спины, малые и средние кроющие перья крыла чёрные у основания с широким густо-бордовым концом. Нижние плечевые и большие кроющие перья крыла тёмного оливково-бурого цвета с узкой бордовой каёмкой у верхушек. Третьестепенные маховые перья оливково-бурые, второстепенные и первостепенные тёмно-бурые. Остаток спины вплоть до кроющих перьев надхвостья оливково-бурый, по краям перьев узкая бордовая оторочка. Надхвостье почти чёрное, внешние перья серые у основания, у одного-двух самых внешних тусклые бурые или серые кончики. Подбородок, горло и грудь белые, резко контрастирующие с почти чёрными животом и перьями подхвостья и нижней стороны крыльев. Клюв чёрный, радужка глаза тёмно-каряя, лапы пурпурно-красные. У самок нижняя сторона тела немного светлее, чем у самцов, тёмные перья на спине с оливковым оттенком, бордовые части ближе к красному и менее блестящие. Молодые особи очень тёмного бурого цвета со ржаво-рыжим окаймлением перьев на нижней стороне тела. Подбородок и горло белёсые, лапы лилово-чёрные. По мере взросления грудь белеет, а лапы становятся светлей.
В основном молчалицая птица, изредка издающая глубокое, стонущее воркование или посвистывающий призывный сигнал.

## Ареал, образ жизни и охранный статус
Эндемик Каролинских островов, где встречается на атолле Трук (острова Тол, Вено, Паата, Дублон, Ипис и Фенепи) и острове Понпеи (все в составе Федеративных Штатов Микронезии). Нескольких птиц видели также на атолле Ант. На Понпеи обитает в поросших кустарником лощинах, низменном лесу и зарослях мангров, на Труке встречается в прибрежных кустарниках, на сельскохозяйственных землях и в лесу на любых высотах. Обычно скрытная птица, лишь изредка встречающаяся у человеческого жилья. Как правило ведёт одиночный образ жизни. Корм ищет на земле в лесу, реже на открытых местах; в рацион входят семена, мелкие слизни и другие беспозвоночные. Гнездо строит на вершине циатейных папоротников, в кладке одно яйцо. Гнёзда с яйцами на Труке находили в феврале, апреле, июне и сентябре.
Обе популяции вида (на атолле Трук и острове Понпеи) оцениваются как малочисленные. Предположительно, к 20-м годам XXI века в популяции на атолее Трук насчитывается между 230 и 240 особей, на острове Понпеи — менее 80. Виду угрожают интродуцированные животные (крысы, кошки и, возможно, коричневая бойга), охотники и сокращение привычной среды обитания. Так, на острове Понпеи в период с 1975 по 1995 год площадь лесов на возвышенностях сократилась на 60 %, прибрежных лесов — на 16 %. Происходит также фрагментация остатков леса из-за расчистки под плантации перца кава-кава. На атолле Трук природных лесов почти не осталось. Малая оцениваемая численность вида и его дальнейшее возможное сокращение привели к тому, что Международный союз охраны природы присвоил ему статус вымирающего. Предпринимаются определённые меры по защите вида — так, в пределах его ареала созданы охраняемая природная территория Маунт-Винипот (Трук) и лесной заповедник на Понпеи.